# Jeanne Gang

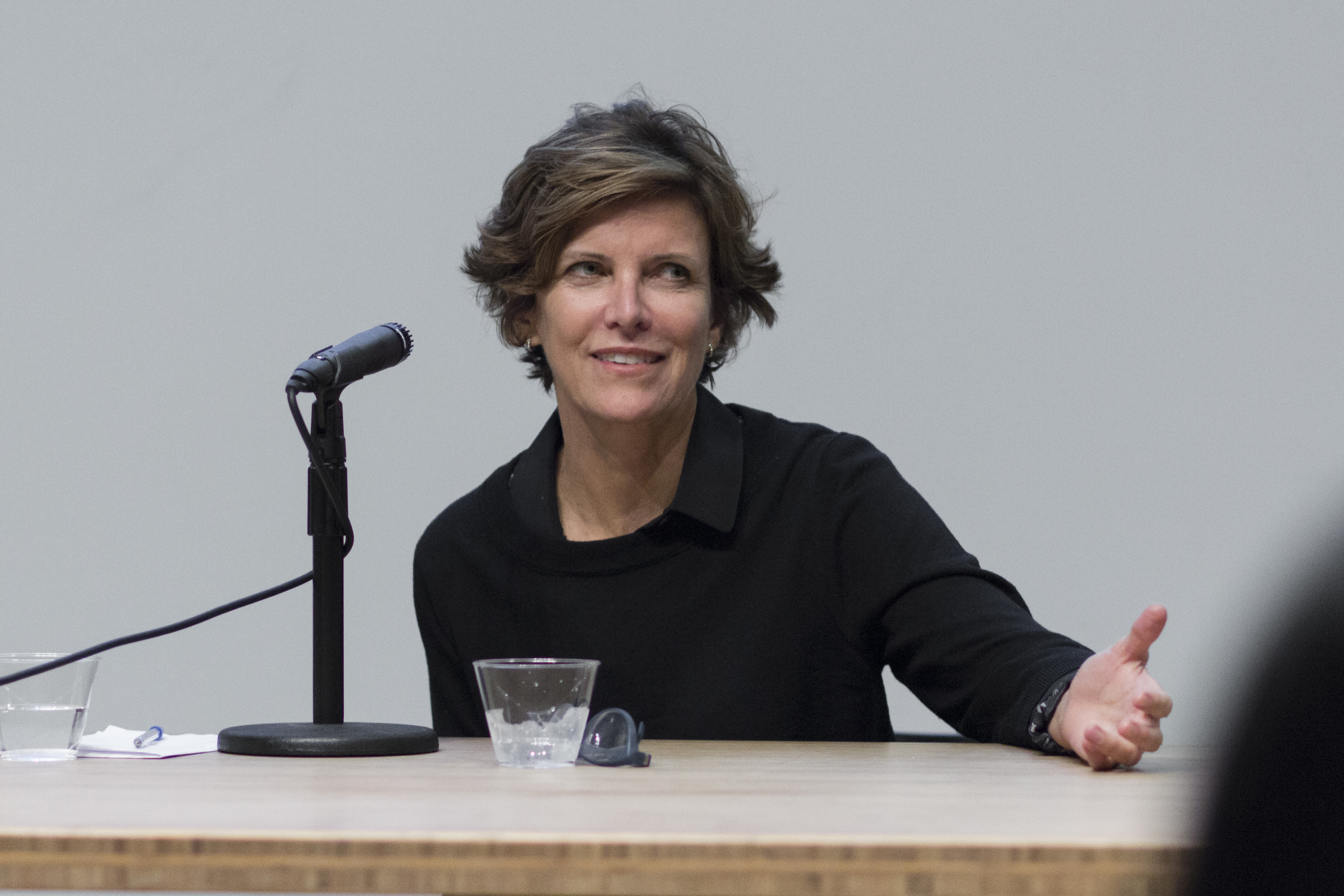
Jeanne Gang w 2015 roku

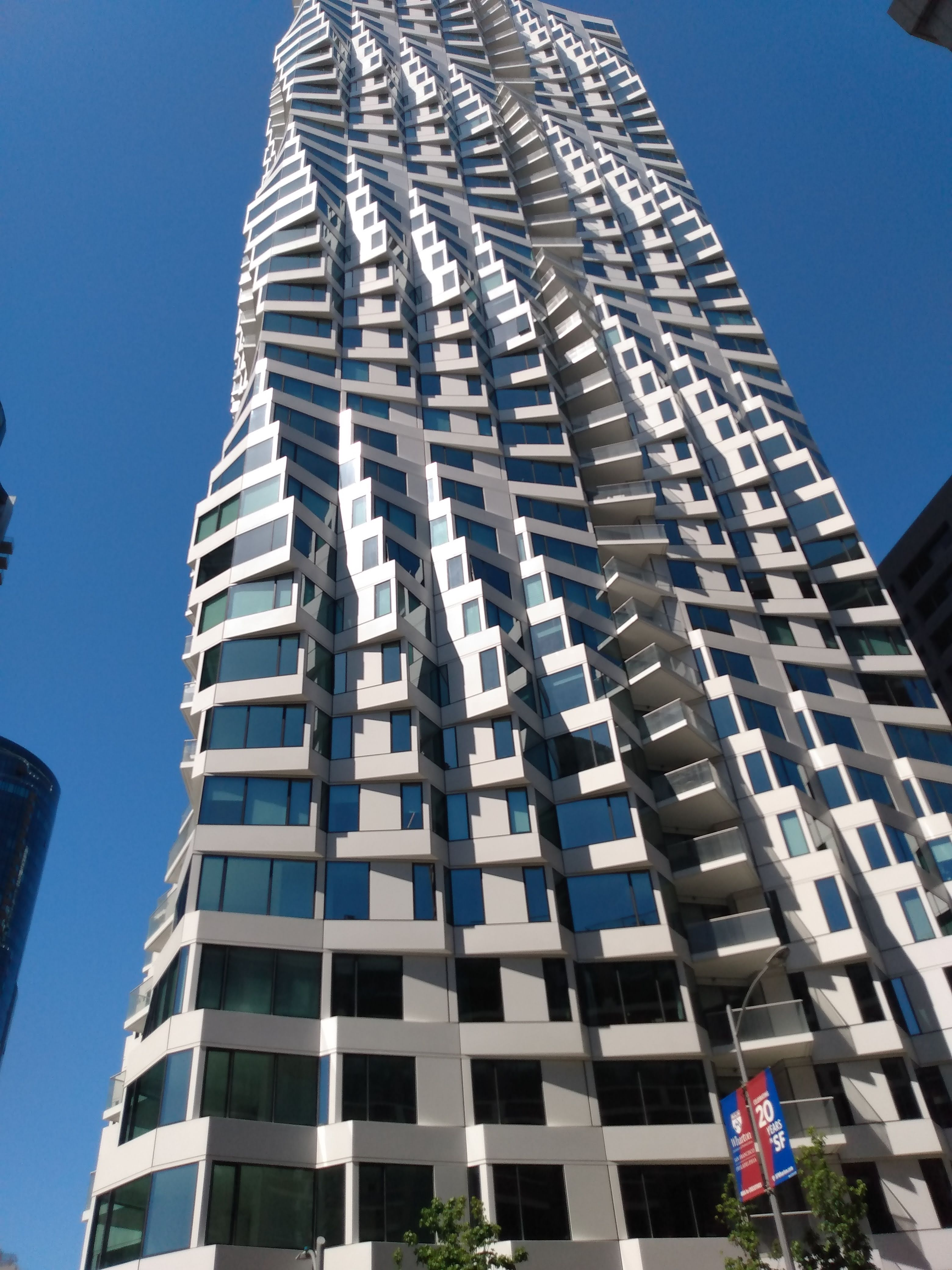
MIRA - drapacz chmur, fasada, San Francisco

Jeanne Gang (ur. 19 marca 1964 w Belvidere, stan Illinois) – amerykańska architektka, założycielka pracowni architektury i dizajnu "Studio Gang" w Chicago w 1997 roku. Najbardziej znana jest ze swojej pracy Aqua Tower - 82-piętrowego wielofunkcyjnego drapacza chmur w centrum Chicago, który po ukończeniu w 2010 roku był jednym z najwyższych budynków na świecie zaprojektowanych przez kobietę.

## Życiorys
Wychowana w Belvidere w stanie Illinois Gang ukończyła Belvidere High School w 1982 r. Następnie uzyskała tytuł licencjata w dziedzinie architektury na Uniwersytecie Illinois w 1986 r. oraz tytuł magistra architektury z wyróżnieniem w Harvard Graduate School of Design w 1993 r. W 1989 roku Gang otrzymała stypendium ambasadorskie od Fundacji Rotary na studia w ETH Zurich (Politechnika Federalna w Zurychu). Studiowała także w École Nationale supérieure d'architecture de Versailles (ENSAV) w Wersalu we Francji.
Przed założeniem Studio Gang w 1997 roku współpracowała z OMA/Rem Koolhaas w Rotterdamie.

## Wybrane dzieła
- Bengt Sjostrom Theatre - teatr plenerowy zlokalizowany na terenie kampusu Rock Valley College w Rockford w stanie Illinois (2001)
- Chinese American Service League Kam Liu Center (2004)
- SOS Children's Villages Lavezzorio Community Center (2008)
- Columbia College Chicago Media Production Center (2010)
- Aqua Tower (2010)[6]
- Pawilion w Lincoln Park Zoo (2010)
- WMS Boathouse at Clark Park (2013)
- Arcus Center for Social Justice Leadership at Kalamazoo College (2014)
- Eleanor Boathouse at Park 571 (2016)
- City Hyde Park (2016)
- Writers Theatre (2016)
- University of Chicago Campus North Residential Commons (2016)
- Solstice on the Park (2018)
- 40 Tenth Avenue (2020)
- St. Regis Chicago (2020)
- One Hundred Above the Park, St. Louis (2020)
- MIRA, San Francisco (2020)
- Richard Gilder Center for Science, Education, and Innovation at the American Museum of Natural History (2023)

## Aqua Tower
W 2004 roku architekt i deweloper James Loewenberg zaprosił Gang do zaprojektowania wieżowca Aqua Tower. Jest to budynek wielofunkcyjny (mieści np. apartamenty, hotel i centrum handlowe), ma 177 tys. m² i 82 piętra. Na dachu wieżowca znajduje się największy w Chicago taras widokowy.

## Galeria

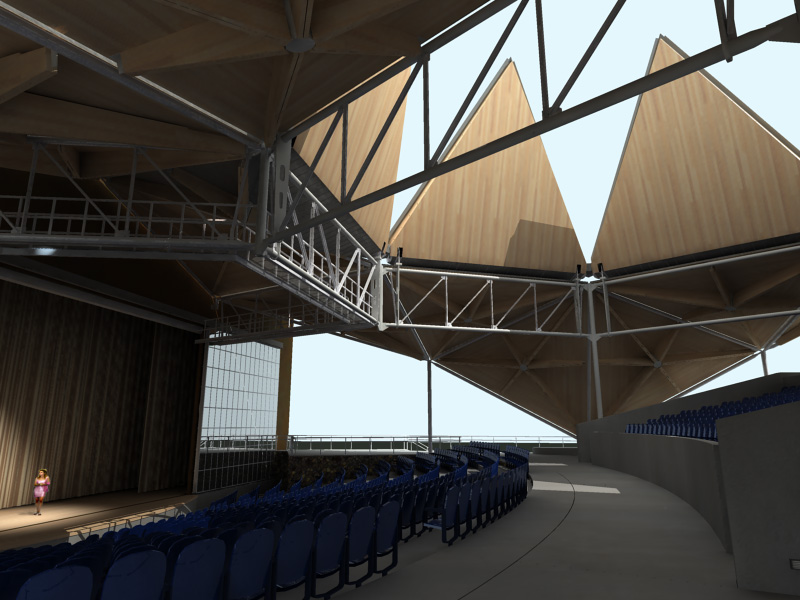
Bengt Sjostrom Theatre, Rockford, Illinois
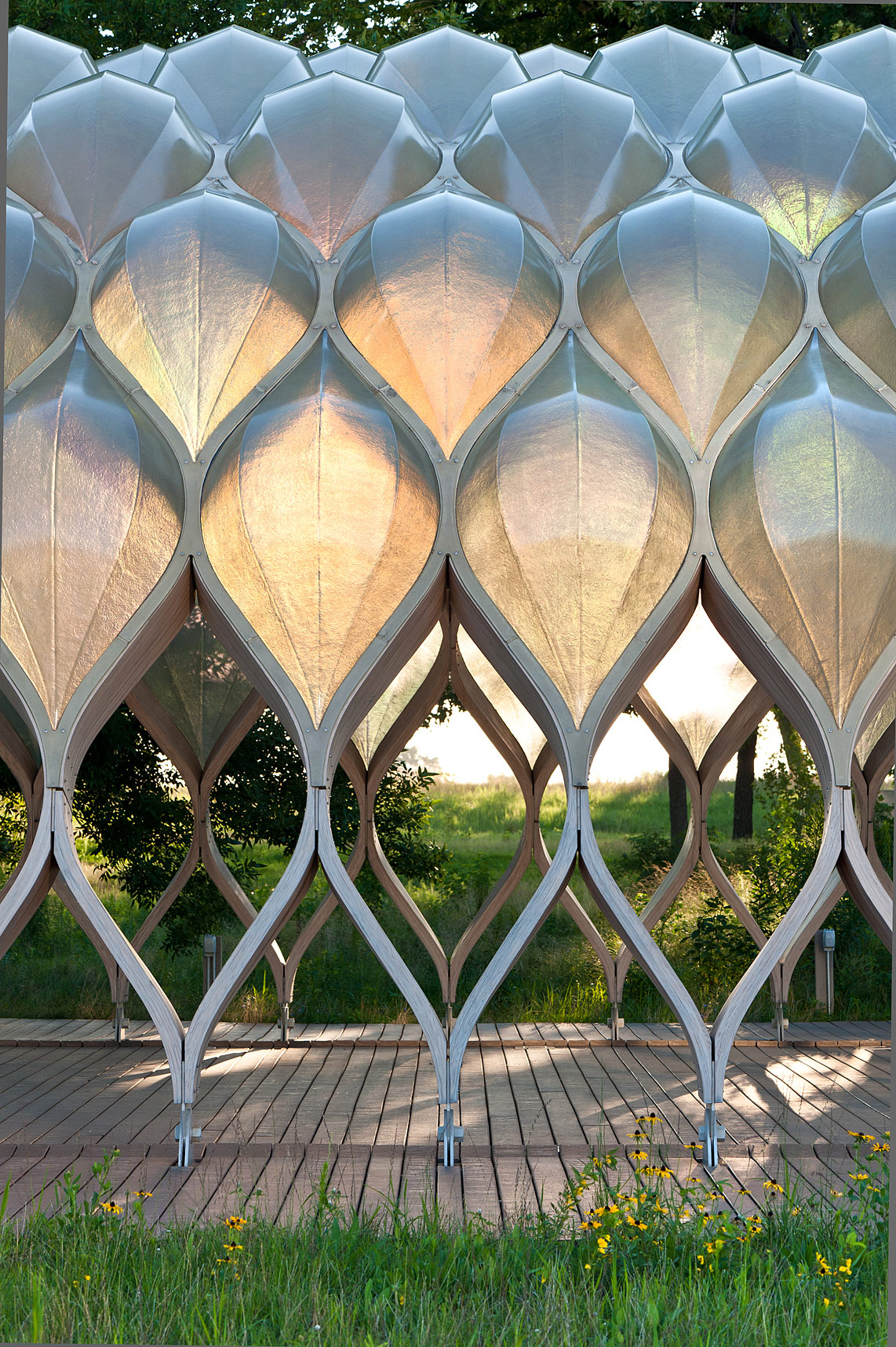
Pawilion w Lincoln Park Zoo, Chicago
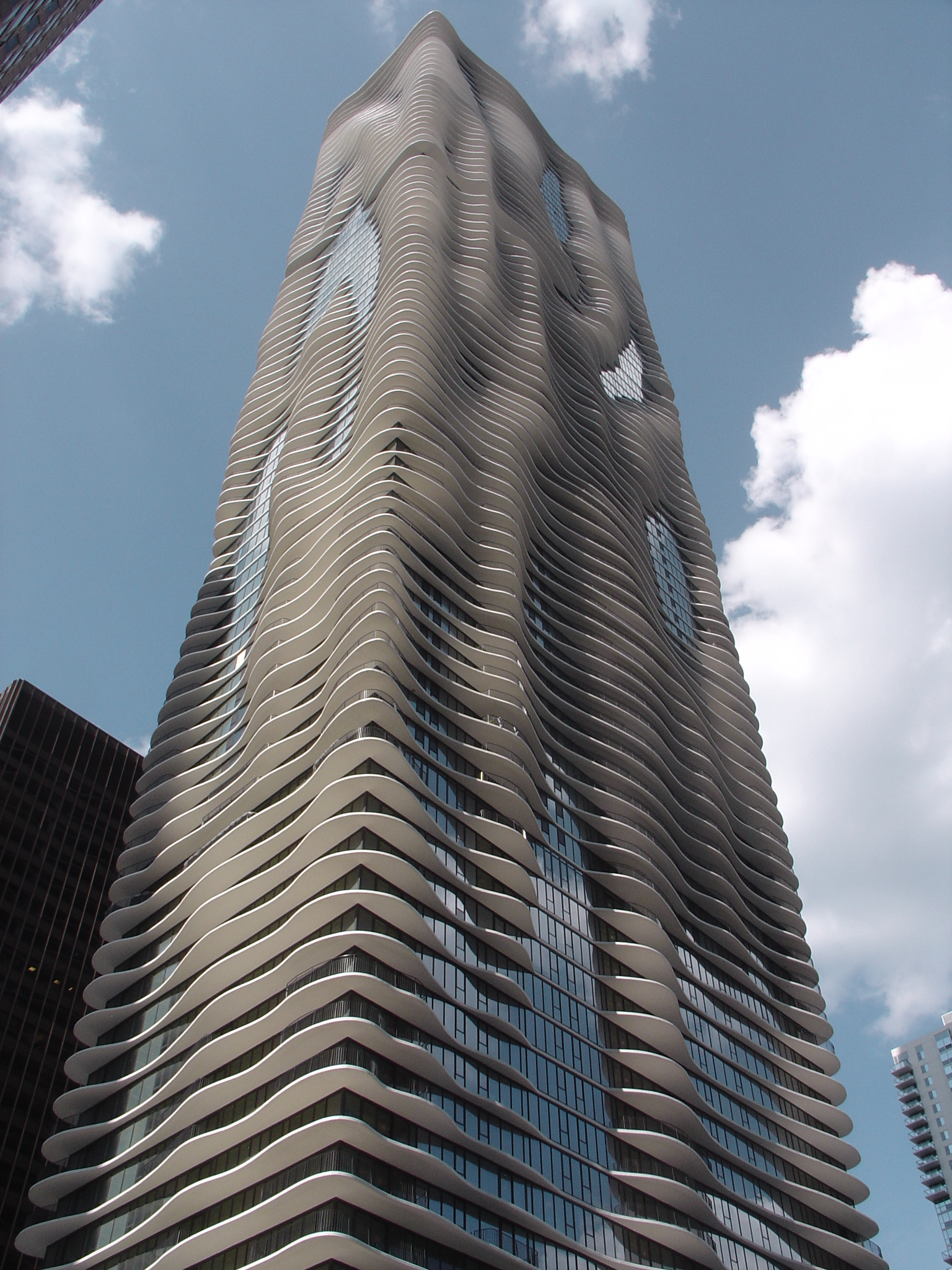
Aqua Tower, Chicago
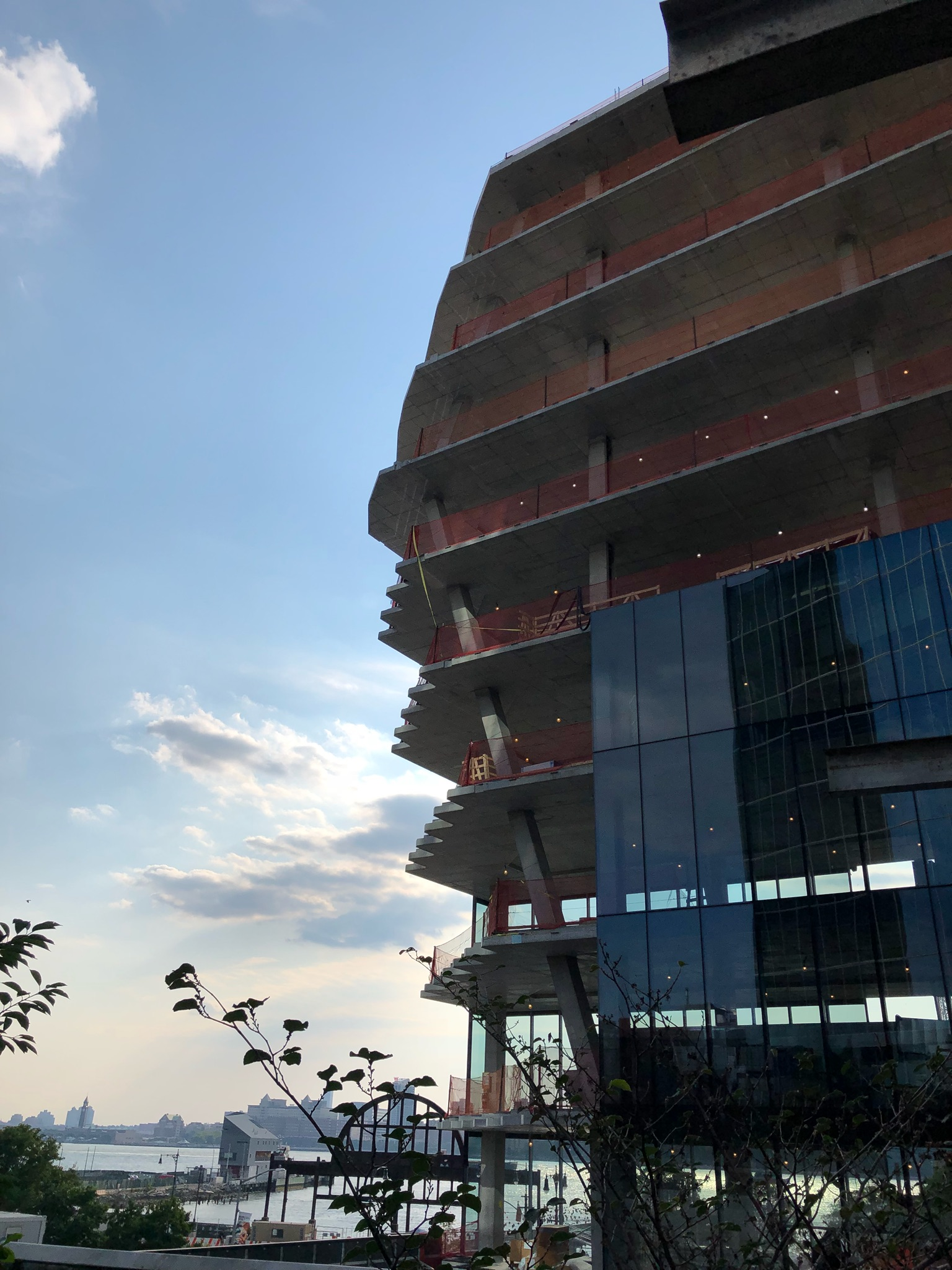
40 Tenth Avenue, biurowiec na Manhattanie, Nowy Jork
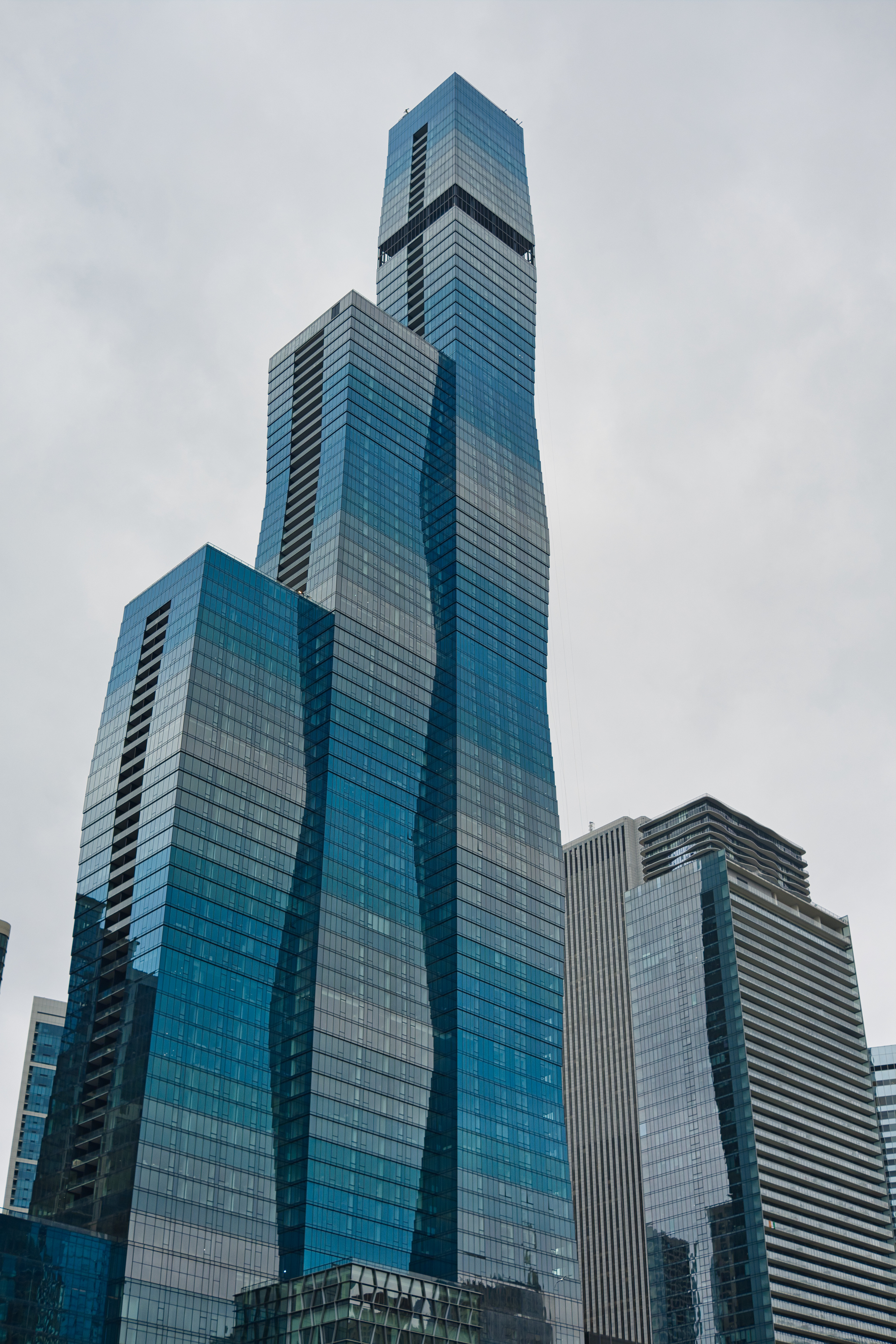
St. Regis Chicago - drapacz chmur w Chicago
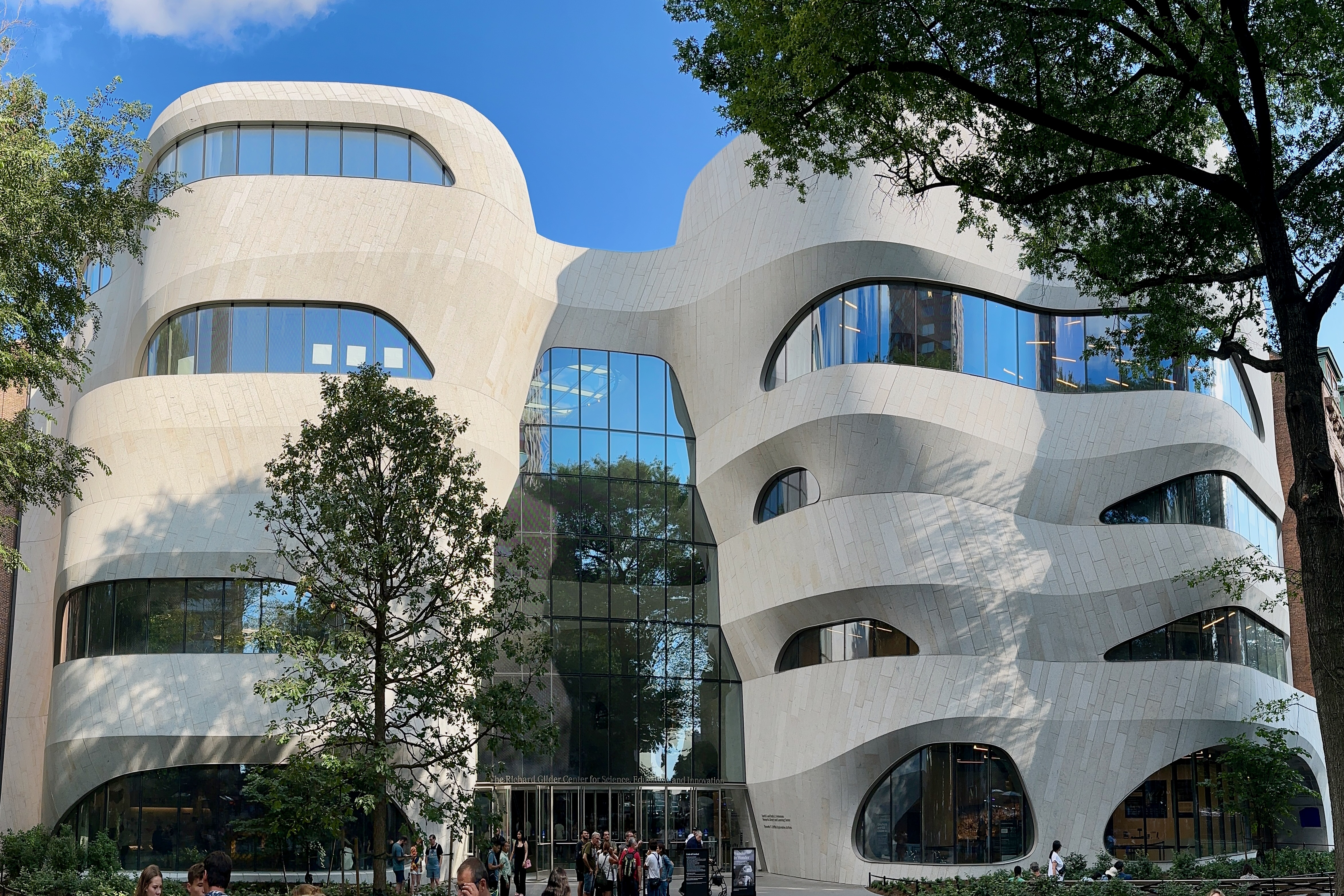
Richard Gilder Center for Science, Education, and Innovation at the American Museum of Natural History, Nowy Jork
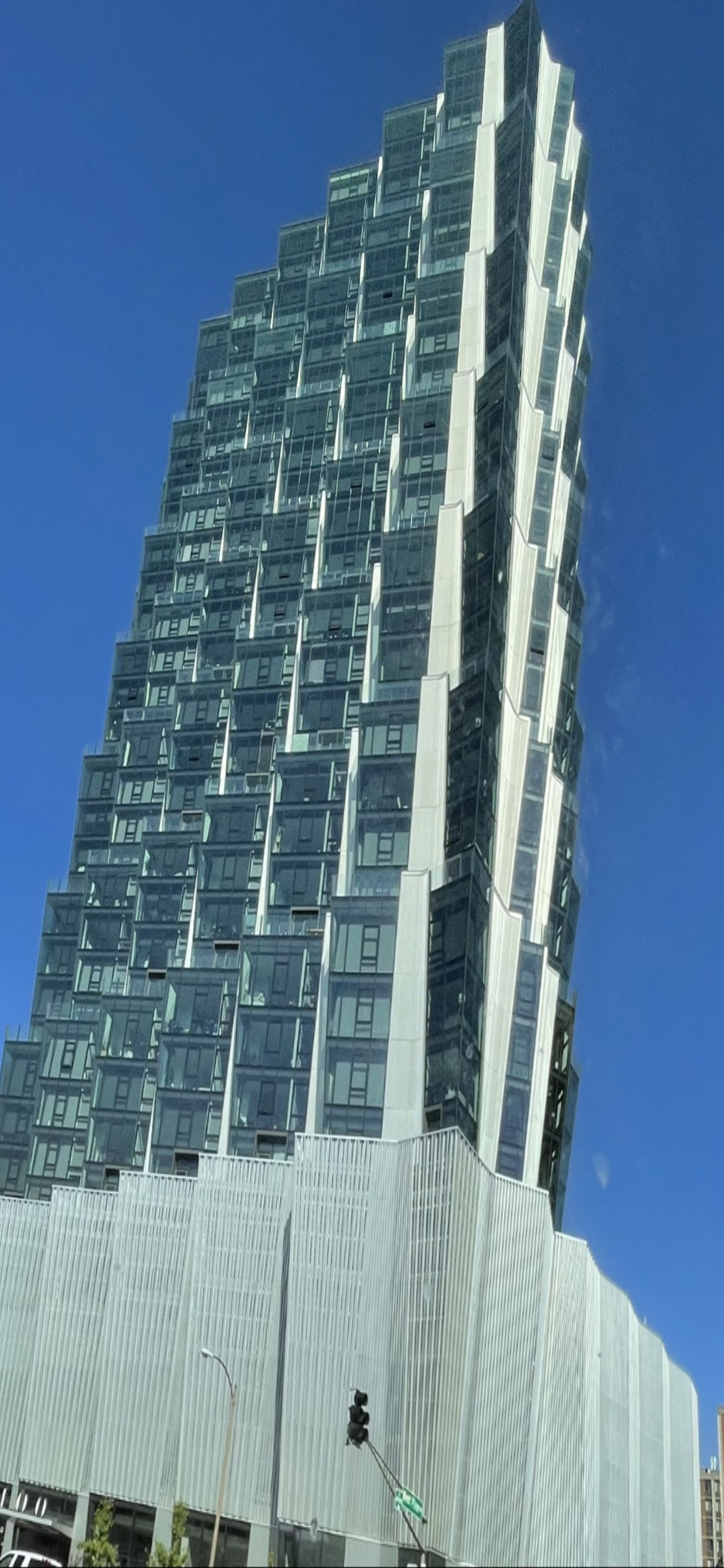
One Hundred Above the Park, Saint Louis
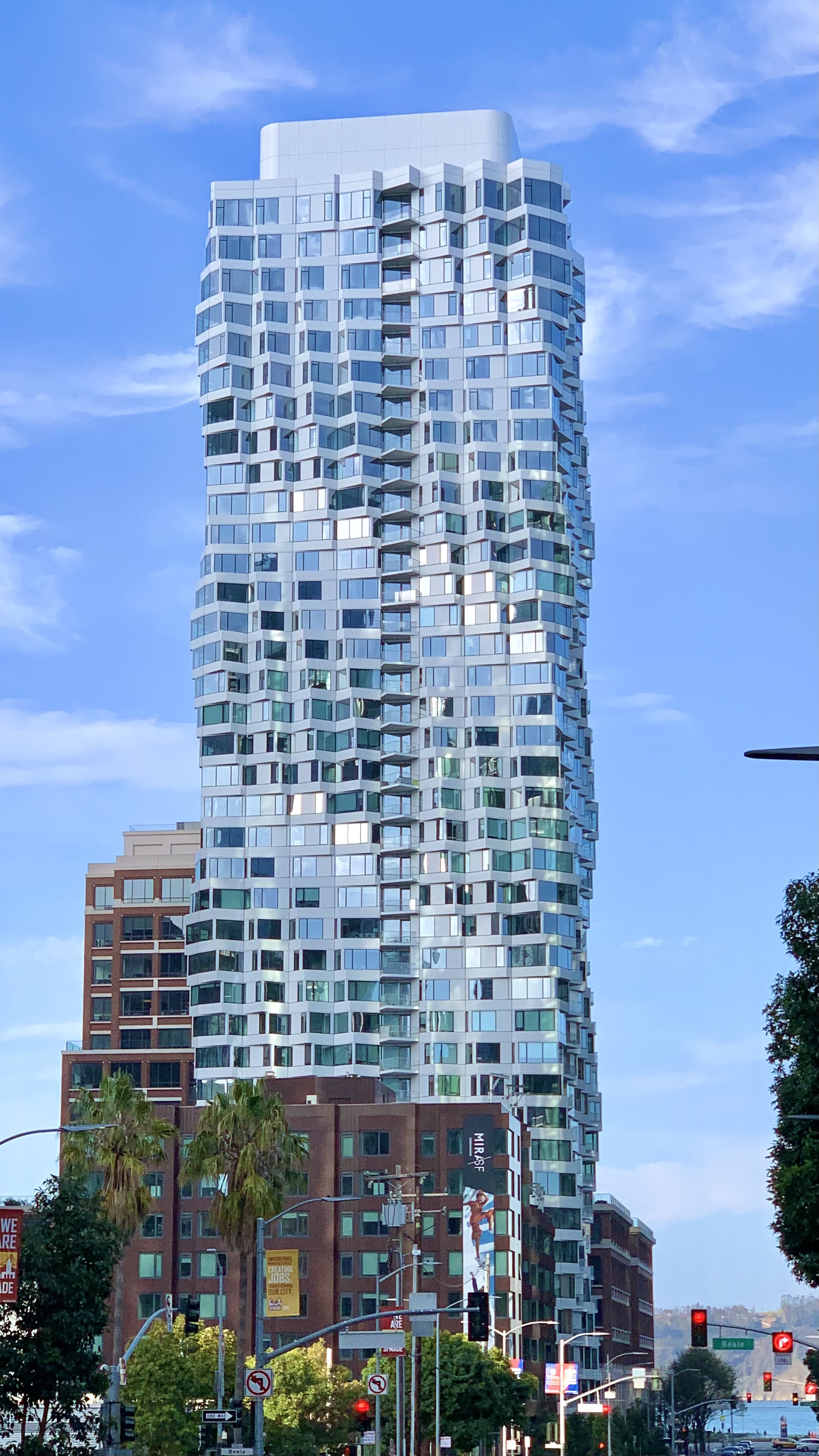
MIRA - drapacz chmur w San Francisco